# Yechiva Ohel Torah-Baranovich
La Yechiva Ohel Torah-Baranovich ou Yechiva de Baranovich, est une Yechiva établie à  Baranavitchy (Baranowicze) en Biélorussie circa 1906 par le rabbin Yosef Yoizel Horowitz (le Vieux de Novardok (Alter de Novardok) (Navahrudak). Lors de sa fondation, elle est située dans l'Empire russe et après la Première Guerre mondiale dans la Seconde République de Pologne

## Histoire
La Yechiva Ohel Torah est fondée en 1906 à Baranovich,.

## Roshei Yechiva
- Dovid Rappaport
- Elchanan Wasserman

## Élèves
- Shmuel Berenbaum[3]
- Leib Gurwicz
- Simcha Sheps
- Baruch Sorotzkin